# محمد رسول الله والذين معه
محمد رسول الله والذين معه سلسلة أعمال أدبية دينية ضخمة كتبها عبد الحميد جودة السحار وهي تحكي السيرة النبوية من أيام النبي إبراهيم وحتى وفاة النبي محمد، تم عرض السلسلة في التلفزيون كمسلسل يحمل اسم محمد رسول الله في جزئين.

## إصدارها
نشرت السلسة أول مرة في عشرين جزءاً لدى مكتبة مصر، وصدروا متتابعين في كتب منفصلة على مدار خمسة أعوام في الفترة من أكتوبر 1965 وحتى ديسمبر 1970، ووصل مجموع صفحات السلسلة لما يقرب من ستة آلاف صفحة، وكان إصدار تلك الأجزاء كالآتي:
1. إبراهيم أبو الأنبياء (أكتوبر 1965).
2. هاجر المصرية أم العرب (مارس 1966).
3. بنو إسماعيل (سبتمبر 1966).
4. العدنانيون (فبراير 1967).
5. قريش (مايو 1967).
6. مولد الرسول (يوليو 1967).
7. اليتيم (أكتوبر 1967).
8. خديجة بنت خويلد (يناير 1968).
9. دعوة إبراهيم (مارس 1968).
10. عام الحزن (يونيو 1968).
11. الهجرة (سبتمبر 1968).
12. غزوة بدر (نوفمبر 1968).
13. غزوة أحد (يناير 1969).
14. غزوة الخندق (مايو 1969).
15. صلح الحديبية (يونيو 1969).
16. فتح مكة (نوفمبر 1969).
17. غزوة تبوك (فبراير 1970).
18. عام الوفود (مايو 1970).
19. حجة الوداع (نوفمبر 1970).
20. وفاة الرسول (ديسمبر 1970).